# العكل (الرقة)
العكل قرية سورية تتبع ناحية سلوك في منطقة تل أبيض في محافظة الرقة. بلغ عدد سكانها 986 نسمة في عام 2004 حسب إحصاء المكتب المركزي للإحصاء.